# Велика синагога (Єрусалим)
Велика синагога Єрусалиму (івр. בֵּית הַכְּנֶסֶת הַגָּדוֹל בּיְרוּשָׁלַיִם) розташована по вулиці Короля Георга, Єрусалим, Ізраїль. Рабин Зальман Друк був духовним лідером від заснування синагоги до самої смерті 11 грудня 2009 року.

## Історія
Ще в 1923 році головні рабини Ізраїлю Аврагам Кук і Яаков Меїр обговорювали плани створення великої центральної синагоги в Єрусалимі. Понад 30 років потому, у 1958 році, коли заснували «Гейхаль Шломо», резиденцію ізраїльського рабинату, у приміщенні організували невелику синагогу. Минав час, і потреба у більшому просторі зростала, служби почали проводити у фоє «Гейхаль Шломо». Невдовзі, коли приміщення перестало вміщати кількість відвідувачів, вирішили побудувати нову, набагато більшу синагогу.
Земельну ділянку поруч із «Гейхаль Шломо» вдалося придбати завдяки зусиллями д-ра Моше Аврагама Яффе, голови правління «Гейхаль Шломо». Головним спонсором будівництва нової синагоги був сер Айзек Вольфсон, єврейський філантроп із Великої Британії. Сім'я Вольфсонів освятила синагогу в пам'ять про шість мільйонів євреїв, які були вбиті під час Голокосту, і загиблих солдатів Сил оборони Ізраїлю.
Стиль будівлі розробив за зразком Єрусалимського храму архітектор німецького походження доктор Александр Фрідман.
Інавгурація відбулася 15 Ава 1982 року. Нафталі Герштіка призначили головним хазаном синагоги, і цю посаду він обіймав до 31 грудня 2008 року, поки його не змінив Хаїм Адлер. Крім того, хазани Аврагам Кіршенбаум і Цві Вайс часто ведуть молитви як поодинці, так і разом із хазаном Адлером.
Храм вміщує 850 чоловіків і 550 жінок. У фоє представлена повна приватна колекція футлярів для мезузи.

## Галерея зображень

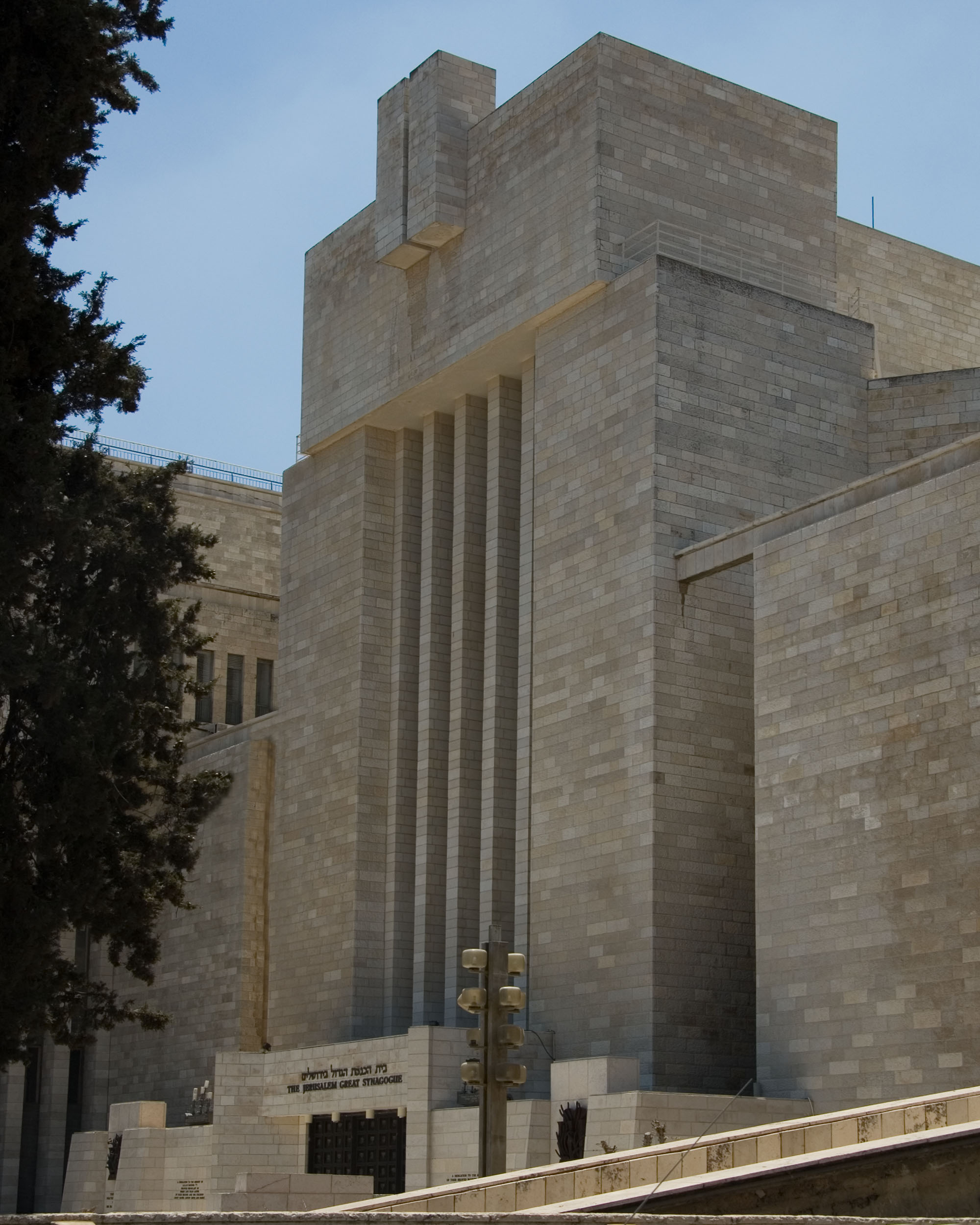
Зовнішній вигляд
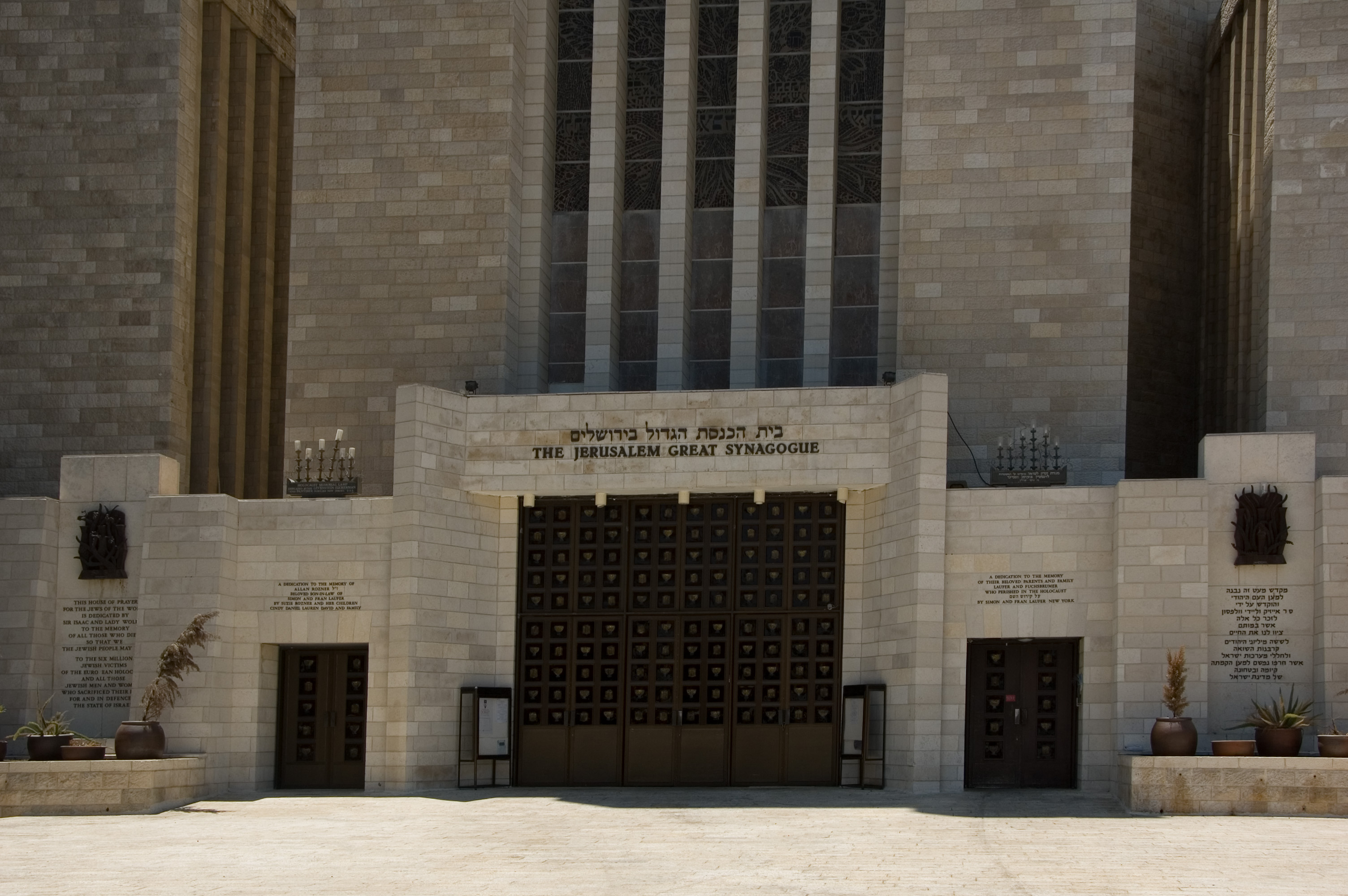
Головний вхід

## Виноски
1. ↑  Uzi Baruch (11 грудня 2009). רב בית הכנסת הגדול בירושלים הלך לעולמו ‬ (івр.). IsraelNationalNews. Архів оригіналу за 14 грудня 2009. Процитовано 12 грудня 2009.